# Haworthia cooperi var. doldii
Haworthia cooperi var. doldii, és una varietat de Haworthia cooperi del gènere Haworthia de la subfamília de les asfodelòidies.

## Descripció
Haworthia cooperi var. doldii és una petita espècie que forma grups. Les rosetes fan entre 3 a 4 cm de diàmetre, les fulles són de color verd fosc i quan s'exposen al sol es tornen vermelloses. Les puntes de les fulles són translúcides i amb quilles i marges amb dents petites.

## Distribució i hàbitat
Aquesta verietat creix a la província sud-africana del Cap Oriental, concretament al riu Tyolomnqua, a l'East London.
A la natura creix sobre roques planes, on forma petits grups.

## Taxonomia
Haworthia cooperi var. doldii va ser descrita per M.B.Bayer i publicat a Haworthia Revisited: 16, a l'any 2002.
Etimologia
Haworthia: nom en honor del botànic britànic Adrian Hardy Haworth (1767-1833).
cooperi: epítet que honora al botànic i explorador de plantes anglès Thomas Cooper (1815-1913) que va recol·lectar plantes a Sud-àfrica del 1859 al 1862.
var. doldii: epítet
Sinonímia
- Haworthia doldii (M.B.Bayer) M.Hayashi, Haworthia Study 14: 11 (2005).
- Haworthia tenera var. doldii (M.B.Bayer) Breuer, Alsterworthia Int. 16(2): 6 (2016).[2]